# Лубријано
Лубријано (итал. Lubriano) је насеље у Италији у округу Витербо, региону Лацио.
Према процени из 2011. у насељу је живело 511 становника. Насеље се налази на надморској висини од 444 м.

## Становништво
Према резултатима пописа становништва 2011. у општини је живело 919 становника.
| 1936. | 1951. | 1961. | 1971. | 1981. | 1991. | 2001. | 2011. |
| ----- | ----- | ----- | ----- | ----- | ----- | ----- | ----- |
| 1.311 | 1.376 | 1.171 | 979   | 947   | 958   | 918   | 919   |